# Glulx
Glulx це 32-розрядна портативна віртуальна машина, що призначена для написання та відтворення інтерактивної літератури. Вона була розроблена Ендрю Плоткіним, щоб зняти деякі обмеження формату Z-machine. Наприклад, Z-машина використовує 16-розрядні цілі числа, через що її оперативна пам'ять обмежена 64 КБ. Своєю чергою Glulx нативно підтримує 32-розрядні цілі числа та має 32-розрядний адресний простір, що дозволяє адресувати гігабайти пам'яті. Програми Glulx зазвичай використовують Glk API для вводу та виводу. У останні роки Glulx обігнав Z-машину за кількістю опублікованих робіт.

## Компілятори та інтерпретатори
Компілятор Inform, починаючи з версії 6.30, може створювати файли історій для Z-machine або Glulx. Іспанська система розробки інтерактивної фантастики Superglús також використовує Glulx.
Еталонним інтерпретатором є Glulxe Ендрю Плоткіна але часто використовується інтерпретатор Git, оскільки він дещо швидший. Існує також інтерпретатор на JavaScript під назвою Quixe.

## Типи файлів і MIME
Тип MIME для Glulx — «application/x-glulx». Файли Glulx мають розширення .ulx, але вони зазвичай архівуються в пакетах Blorb. Для пакетів Blorb, що містять роботу Glulx, прийнятні розширення файлів: .gblorb, .glb, .blorb і .blb. Перші два розширення призначені для полегшення інтерпретаторам визначення типу гри у файлі Blorb.

## Твори опубліковані в Glulx
- Counterfeit Monkey[4]
- The Wizard Sniffer
- Photopia